# كبلر-90h
كيبلر 90 إتش (بالإنجليزية: Kepler-90h)‏ هو كوكب خارج المجموعة الشمسية، في كوكبة التنين، يتبع Kepler-90.

## الاكتشاف
اكتشف في 12 نوفمبر 2013.